# Protandrena bicolor
Protandrena bicolor is een vliesvleugelig insect uit de familie Andrenidae. De wetenschappelijke naam van de soort is voor het eerst geldig gepubliceerd in 1955 door Timberlake.